# Plougonvelin
Plougonvelin (en bretó Plougonvelen) és un municipi francès, situat a la regió de Bretanya, al departament de Finisterre. L'any 2006 tenia 3.525 habitants. El 4 juliol de 2005 el consell municipal va aprovar la carta Ya d'ar brezhoneg. A l'inici del curs 2007 el 5,8% dels alumnes del municipi eren matriculats a la primària bilingüe.
En el seu terme municipal destaca geogràficament la Punta de St-Mathieu amb el seu far.

## Demografia
| 1962                                       | 1968  | 1975  | 1982  | 1990  | 1999  | 2006  |
| ------------------------------------------ | ----- | ----- | ----- | ----- | ----- | ----- |
| 1 439                                      | 1 442 | 1 567 | 1 738 | 2 167 | 2 868 | 3 525 |
| Des de 1962: població sense dobles comptes |       |       |       |       |       |       |

## Administració
| Període   | Identitat         | Partit |
| --------- | ----------------- | ------ |
| 1900-1920 | Yves Michel       |        |
| 1920-1925 | Yves Clôitre      |        |
| 1925-1935 | Yves Michel       |        |
| 1935-1945 | Henri Le Goasguen |        |
| 1945-1965 | Jean-Marie Lescop |        |
| 1965-1971 | René Le Gall      |        |
| 1971-1983 | Lucien Le Corre   |        |
| 1983-2008 | Louis Caradec     | UDF    |
| 2008-     | Israël Bacor      |        |